# Michael Carrick
Pour les articles homonymes, voir Carrick.
Michael Carrick, né le 28 juillet 1981 à Wallsend, est un footballeur international anglais qui évolue au poste de milieu de terrain de la fin des années 1990 à la fin des années 2010.

## Biographie

### Jeunesse
Carrick naît à Wallsend. Il touche ses premiers ballons à l’âge de cinq ans mais c'est au début de son adolescence que le football commence à devenir important pour le jeune garçon. Il débute dans le club de sa ville, le Wallsend Boys Club, une variante du football, le football à cinq. Durant ses années d'études, Carrick évolue comme attaquant centre, avant de reculer au poste de milieu une fois arrivé à West Ham.

### West Ham (1999-2004)
En 1997, Carrick rejoint le club de West Ham United avec lequel il remporte la FA Youth Cup durant la saison 1998-1999, où il marque deux fois en finale. Le jeune homme fait ses débuts professionnels le 24 juillet 1999 lors d'un match de la Coupe Intertoto. Le 28 août, il joue son premier match en championnat, remplaçant le futur mancunien Rio Ferdinand, face à Bradford. Au mois de novembre, il part pour un contrat de un mois avec Swindon Town. Le joueur finit son prêt avec six matchs mais ne décroche aucune victoire. Il est de nouveau prêté, à Birmingham City. Néanmoins, il ne joue que deux rencontres sous ce maillot. Après ces deux prêts, Carrick prend part à quelques rencontres avec les Hammers. Le 22 avril 2000, il marque un but contre Coventry City, ouvrant ainsi son compteur avec West Ham. Sa fin de saison lui permet d’être nommer « Meilleur jeune de West Ham de la saison ».
La saison 2000-2001 est un tournant dans la carrière de Carrick. En effet, il devient un titulaire régulier, jouant 41 matchs au total. Il prolonge son contrat avec West Ham jusqu'en 2005. Il est nommé au PFA Young Player of the Year, titre récompensant le meilleur jeune de la saison en championnat et se retrouve désigné pour la seconde année consécutive meilleur jeune de West Ham. La saison suivante, il prend part à 30 matchs en championnat et marque deux buts. Pourtant, sa fin est gâché par une blessure à l'aine qui l'écarte de la Coupe du monde 2002.
West Ham vit une saison 2002-2003 compliquée au cours de laquelle le club est relégué en seconde division. Alors que plusieurs de ses coéquipiers quittent le club à la suite de la relégation, Carrick décide de rester une saison de plus. Néanmoins, lors de la saison 2003-2004, les Hammers finissent quatrième de Championship, place les menant aux play-offs. En finale, West Ham perd contre Crystal Palace (1-0) et le club est privé de Premier League. En récompense de ses performances, Carrick fait partie de l'équipe type de la saison. Il est approché par plusieurs clubs dont Arsenal, Everton FC ou West Bromwich Albion.

### Tottenham (2004-2006)
Le 24 août 2004, Carrick s'engage en faveur de Tottenham Hotspur pour environ 4,5 millions d'euros. Il reçoit le numéro 23. Ses débuts sous ses nouvelles couleurs se font avec l'équipe réserve. Toutefois, l'Anglais ne peut immédiatement jouer avec ses nouveaux coéquipiers en raison d'une blessure. 
Le 18 octobre, il joue son premier match avec Tottenham en tant que remplaçant contre Portsmouth FC. Pourtant, le joueur peine à s'imposer dans l'équipe. L’entraîneur Jacques Santini, qui ne souhaitait pas sa venue, le met souvent sur le banc. C'est lors du départ de ce dernier et l'arrivée de Martin Jol que Carrick émerge réellement avec les Spurs. C'est d’ailleurs lors du premier match de Jol que le milieu anglais joue comme titulaire. Il offre une passe décisive pour l'attaquant irlandais Robbie Keane pour une victoire 3-0 en Coupe de la Ligue face à Burnley. En dépit d'un début d'exercice difficile, Carrick totalise 38 matchs durant la saison 2004-2005, et Tottenham échoue de peu à se qualifier pour la Coupe UEFA, finissant neuvième du championnat.
Carrick marque son premier but en décembre 2005, participant ainsi à la victoire du club contre Sunderland (3-2). Le 8 avril 2006, il score pour une victoire 2-1 à domicile contre Manchester City. Quelques jours après, sa belle prestation contre Arsenal est salué par la critique, Tottenham arrachant un important nul lors de ce derby (1-1). Début mai, il fait partie des dix joueurs de l'effectif à tomber malade, souffrant d'intoxication alimentaire, avant un match face à West Ham. La saison 2005-2006 se conclut par une cinquième place en Premier League, synonyme de qualification pour la Coupe UEFA.

### Manchester United (2006-2018)
En 2006, Carrick rejoint Manchester United afin de remplacer Roy Keane, qui a quitté Manchester en janvier 2006. Il reçoit le numéro 16, celui de Keane.
Le 4 août, il endosse pour la première fois le maillot rouge de Manchester lors d'une rencontre amicale contre le FC Porto. Malheureusement, il se blesse lors de ce tournoi amical et est contrait de rater le début de saison 2006-2007. Le 23 août, il joue son premier match officiel avec les Reds Devils en championnat, se soldant par une victoire 3-0 contre Charlton Athletic. Fin décembre, une nouvelle blessure l'éloigne quelque temps des terrains. Son premier but vient en FA Cup, le 13 janvier 2007, face à Aston Villa (victoire 3-1). Son arrivée à Manchester lui ouvre les portes de la Ligue des champions, compétition qu'il n'a jamais joué auparavant. En avril, il score son tout premier but dans la prestigieuse compétition lors d'une écrasante victoire contre l'AS Rome (7-1). Néanmoins, les Mancuniens s'inclinent en demi finale contre le futur vainqueur de la compétition, l'AC Milan. Manchester remporte la Premier League et Carrick soulève l'un des premiers trophée de sa carrière. Sa première saison à United est l'une des plus abouties, prenant part à 52 matchs et marquant 6 buts.
Au début de la saison 2007-2008, Carrick se casse le coude contre la Roma en Ligue des champions. Il effectue son retour à la mi novembre durant un nul contre Arsenal (2-2). En février 2008, il score lors du derby de Manchester malgré une défaite 2-1. En mai, il marque contre son club formateur de West Ham. United s'empare une nouvelle fois du championnat à la suite d'une victoire contre Wigan. En mai, il prolonge son contrat de quatre ans, jusqu'en 2012. En Ligue des champions, les Reds se hissent en finale face à Chelsea. Carrick prend part au match entier, qui se poursuit jusqu'à la fin des prolongations après un score nul (1-1). Les Mancuniens remportent la séance de tirs au but 6-5, le milieu anglais transformant le second penalty de son équipe. Ainsi, Manchester United finit sa saison en tant que champion d'Europe.
Carrick se blesse à nouveau à l'aube de la saison 2008-2009 pendant le match d'ouverture, se fracturant la cheville. Cette blessure le prive de la Supercoupe de l'UEFA se jouant le 29 août. Il retrouve les terrains début septembre contre Liverpool mais se blesse lors de la rencontre. Sa saison marquée par de nombreuses blessures, cela n'empeche pas le milieu de se montrer décisif. En mai, il distille une passe décisive pour Carlos Tévez avant de marquer contre Wigan et offre la victoire à Manchester, à qui il ne manque que trois points pour récolter le titre. Après un nul contre les Gunners d'Arsenal, Carrick soulève le trophée de la Premier League pour la troisième fois d'affilée. United réédite le même parcours que la saison précédente en Ligue des champions mais se heurte en finale contre le FC Barcelone de Samuel Eto'o et Lionel Messi. Les Catalans se montrent supérieurs et gagnent la rencontre 2-0. Après la défaite, Carrick décrit ce match comme « La pire nuit de sa carrière ».
Carrick marque son premier but de la saison 2009-2010 en septembre contre les Allemands du VfL Wolfsburg. Le milieu marque de nouveau contre Everton lors d'une victoire 3-0 à Old Trafford. L'habituel milieu des Reds est replacé par Alex Ferguson défenseur central à cause d'une série de blessures des défenseurs mancuniens. Bien qu'il ne soit pas accoutumé à ce poste, Carrick satisfait son entraîneur. Le 25 janvier 2010, il marque son premier but en Coupe de la Ligue face au rival Manchester City (victoire 4-3). Le 16 février, il est expulsé à la suite de deux cartons jaunes successifs en Ligue des champions, ce qui ne lui était jamais arrivé dans sa carrière. United remporte son premier titre en Coupe de la Ligue contre Aston Villa mais ne parvient pas à conserver son titre en championnat.
La saison 2010-2011 commence par une énième blessure à la cheville pour l'international anglais. Pourtant, il prend part au Community Shield, remporté par les mancuniens 3-1 contre Chelsea. Lors de cette saison, il se fait remarquer en offrant une passe décisive importante pour Wayne Rooney. En mars 2011, il prolonge son contrat de trois ans. La saison suivante, il prend de nouveau part au Community Shield et soulève pour la seconde fois ce trophée. En février 2012, Carrick joue son 500e match de sa carrière contre l'Ajax Amsterdam.
Carrick occupe de nouveau le poste de défenseur central au début de la saison 2012-2013. Durant le match d'ouverture, son inexpérience à ce poste permet à Everton de remporter la rencontre 1-0 à la suite d'un corner mal négocié par le joueur. En Ligue des champions, il marque un but somptueux, effectuant une série de dribbles le menant jusqu'au cages du gardien de Galatasaray avant de conclure de son pied gauche. En avril 2013, il est nommé pour le prix PFA Player of the Year Award pour sa belle saison avec les Reds. Le trophée revient finalement au Gallois Gareth Bale. Néanmoins, Carrick fait partie de l'équipe-type de Premier League de la saison et est désigné « Joueur de la saison de Manchester United ».
En novembre 2013, Carrick étend son contrat avec Manchester jusqu'en 2015, avec une option pour prolonger une année de plus. Sa saison 2013-2014 n'est pas au niveau de la précédente. De récurrentes blessures au tendon d'Achille et la signature de Marouane Fellaini ne l'aide pas à maintenir sa forme passée. Selon les médias anglais, son avenir chez les Mancuniens semble de plus en plus incertain.
La saison 2014-2015 voit le milieu de terrain écarté des stades pendant douze semaines. En novembre, il joue son premier match, remplaçant Chris Smalling comme défenseur centre. Petit à petit, Carrick s'impose de nouveau dans l'effectif. Son retour voit Manchester enchaîné six victoires de rang. En décembre, il est nommé vice-capitaine par l’entraîneur Louis van Gaal. Le 15 mars 2015, il délivre une passe décisive pour Fellaini avant de marquer contre son ancien club de Tottenham (3-0). Quatre jours après, il est rappelé par Roy Hodgson dans l'équipe des Three Lions, après deux ans sans convocation.
Pour le dernier match de sa carrière le 13 mai 2018 contre Watford (comptant pour la 38e journée de Premier League), il est titularisé comme capitaine et son équipe gagne le match 1-0 (but de Marcus Rashford). Il avait annoncé prendre sa retraite à l'issue du match, et sera remplacé par Paul Pogba à la 85e  minute sous les applaudissements d'Old Trafford.
Après sa collaboration en tant qu'adjoint d'Ole Gunnar Solskjær jusqu'à son limogeage le 21 novembre 2021 il devient l'entraineur du club jusqu'à l'arrivée de Ralf Rangnick (et de son visa de travail) jusqu'à la fin de la saison,.
Après trois matchs à la tête de l'équipe première il décide de quitter le staff de Manchester United après l'avoir rejoint en 2018.

### Middlesbrough FC (2022-2025)
Le 25 octobre 2022, il rejoint Middlesbrough en tant que coach principal. 
Le 4 juin 2025, le club décide de se séparer de Carrick après 136 matchs à la tête de l'équipe, dont 63 victoires. 

## Statistiques

### En tant que joueur
| Saison                | Club                  | Championnat           | Championnat | Championnat | Championnat | Coupe nationale | Coupe nationale | Coupe nationale | Coupe de la Ligue | Coupe de la Ligue | Coupe de la Ligue | Supercoupe | Supercoupe | Supercoupe | Compétition(s) continentale(s) | Compétition(s) continentale(s) | Compétition(s) continentale(s) | Compétition(s) continentale(s) | Autres compétitions | Autres compétitions | Autres compétitions | Autres compétitions | Angleterre | Angleterre | Angleterre | Total | Total | Total |
| Saison                | Club                  | Division              | M.          | B.          | P.d.        | M.              | B.              | P.d.            | M.                | B.                | P.d.              | M.         | B.         | P.d.       | Comp.                          | M.                             | B.                             | P.d.                           | Comp.               | M.                  | B.                  | P.d.                | M.         | B.         | P.d.       | M.    | B.    | P.d.  |
| 1999-2000             | Swindon Town (prêt)   | Championship          | 6           | 2           | 0           | 0               | 0               | 0               | -                 | -                 | -                 | -          | -          | -          | -                              | -                              | -                              | -                              | -                   | -                   | -                   | -                   | -          | -          | -          | 6     | 2     | 0     |
| 1999-2000             | Birgingham (prêt)     | Championship          | 2           | 0           | 0           | 0               | 0               | 0               | -                 | -                 | -                 | -          | -          | -          | -                              | -                              | -                              | -                              | -                   | -                   | -                   | -                   | -          | -          | -          | 2     | 0     | 0     |
| Sous-total            | Sous-total            | Sous-total            | 8           | 2           | 0           | 0               | 0               | 0               | -                 | -                 | -                 | -          | -          | -          | -                              | -                              | -                              | -                              | -                   | -                   | -                   | -                   | -          | -          | -          | 8     | 2     | 0     |
| 1999-2000             | West Ham              | Premier League        | 8           | 1           | 1           | -               | -               | -               | -                 | -                 | -                 | -          | -          | -          | -                              | -                              | -                              | -                              | PO                  | 1                   | 0                   | 0                   | -          | -          | -          | 9     | 1     | 1     |
| 2000-2001             | West Ham              | Premier League        | 33          | 1           | 3           | 4               | 0               | 0               | 4                 | 0                 | 0                 | -          | -          | -          | -                              | -                              | -                              | -                              | -                   | -                   | -                   | -                   | 1          | 0          | 0          | 42    | 1     | 3     |
| 2001-2002             | West Ham              | Premier League        | 30          | 2           | 2           | 1               | 0               | 0               | 1                 | 0                 | 0                 | -          | -          | -          | -                              | -                              | -                              | -                              | -                   | -                   | -                   | -                   | 1          | 0          | 0          | 33    | 2     | 2     |
| 2002-2003             | West Ham              | Premier League        | 30          | 1           | 2           | 2               | 0               | 0               | 2                 | 0                 | 0                 | -          | -          | -          | -                              | -                              | -                              | -                              | -                   | -                   | -                   | -                   | -          | -          | -          | 34    | 1     | 2     |
| 2003-2004             | West Ham              | Championship          | 35          | 1           | 4           | 4               | 0               | 0               | 1                 | 0                 | 0                 | -          | -          | -          | -                              | -                              | -                              | -                              | PO                  | 3                   | 0                   | 0                   | -          | -          | -          | 43    | 1     | 4     |
| Sous-total            | Sous-total            | Sous-total            | 136         | 6           | 12          | 11              | 0               | 0               | 8                 | 0                 | 0                 | -          | -          | -          | -                              | -                              | -                              | -                              | -                   | 4                   | 0                   | 0                   | 2          | 0          | 0          | 161   | 6     | 12    |
| 2004-2005             | Tottenham Hotspur     | Premier League        | 29          | 0           | 4           | 7               | 0               | 1               | 3                 | 0                 | 0                 | -          | -          | -          | -                              | -                              | -                              | -                              | -                   | -                   | -                   | -                   | 2          | 0          | 0          | 41    | 0     | 5     |
| 2005-2006             | Tottenham Hotspur     | Premier League        | 35          | 2           | 6           | 1               | 0               | 0               | 1                 | 0                 | 0                 | -          | -          | -          | -                              | -                              | -                              | -                              | -                   | -                   | -                   | -                   | 3          | 0          | 0          | 40    | 2     | 6     |
| Sous-total            | Sous-total            | Sous-total            | 64          | 2           | 10          | 8               | 0               | 1               | 4                 | 0                 | 0                 | -          | -          | -          | -                              | -                              | -                              | -                              | -                   | -                   | -                   | -                   | 5          | 0          | 0          | 81    | 2     | 11    |
| 2006-2007             | Manchester United     | Premier League        | 33          | 3           | 4           | 7               | 1               | 1               | -                 | -                 | -                 | -          | -          | -          | C1                             | 12                             | 2                              | 0                              | -                   | -                   | -                   | -                   | 6          | 0          | 0          | 58    | 6     | 5     |
| 2007-2008             | Manchester United     | Premier League        | 31          | 2           | 2           | 4               | 0               | 1               | 1                 | 0                 | 0                 | 1          | 0          | 0          | C1                             | 12                             | 0                              | 0                              | -                   | -                   | -                   | -                   | 1          | 0          | 0          | 50    | 2     | 3     |
| 2008-2009             | Manchester United     | Premier League        | 28          | 4           | 5           | 3               | 0               | 3               | 1                 | 0                 | 0                 | 1          | 0          | 0          | C1                             | 9                              | 0                              | 1                              | CMC                 | 1                   | 0                   | 0                   | 3          | 0          | 2          | 46    | 4     | 11    |
| 2009-2010             | Manchester United     | Premier League        | 30          | 3           | 1           | -               | -               | -               | 5                 | 1                 | 1                 | 1          | 0          | 0          | C1                             | 8                              | 1                              | 0                              | -                   | -                   | -                   | -                   | 5          | 0          | 0          | 49    | 5     | 2     |
| 2010-2011             | Manchester United     | Premier League        | 28          | 0           | 0           | 3               | 0               | 1               | 1                 | 0                 | 0                 | 1          | 0          | 0          | C1                             | 11                             | 0                              | 1                              | -                   | -                   | -                   | -                   | -          | -          | -          | 44    | 0     | 2     |
| 2011-2012             | Manchester United     | Premier League        | 30          | 2           | 3           | 2               | 0               | 1               | 1                 | 0                 | 0                 | 1          | 0          | 0          | C1+C3                          | 4+3                            | 0                              | 0                              | -                   | -                   | -                   | -                   | -          | -          | -          | 41    | 2     | 4     |
| 2012-2013             | Manchester United     | Premier League        | 36          | 1           | 4           | 5               | 0               | 1               | -                 | -                 | -                 | -          | -          | -          | C1                             | 5                              | 1                              | 1                              | -                   | -                   | -                   | -                   | 7          | 0          | 0          | 53    | 2     | 6     |
| 2013-2014             | Manchester United     | Premier League        | 29          | 1           | 0           | -               | -               | -               | 3                 | 0                 | 0                 | 1          | 0          | 0          | C1                             | 7                              | 0                              | 0                              | -                   | -                   | -                   | -                   | 2          | 0          | 0          | 42    | 1     | 0     |
| 2014-2015             | Manchester United     | Premier League        | 18          | 1           | 2           | 2               | 0               | 0               | -                 | -                 | -                 | -          | -          | -          | -                              | -                              | -                              | -                              | -                   | -                   | -                   | -                   | 2          | 0          | 0          | 22    | 1     | 2     |
| 2015-2016             | Manchester United     | Premier League        | 28          | 0           | 0           | 5               | 0               | 0               | 1                 | 0                 | 0                 | -          | -          | -          | C1+C3                          | 4+4                            | 0                              | 1+0                            | -                   | -                   | -                   | -                   | 1          | 0          | 0          | 43    | 0     | 1     |
| 2016-2017             | Manchester United     | Premier League        | 23          | 0           | 0           | 2               | 0               | 0               | 5                 | 1                 | 1                 | 1          | 0          | 0          | C3                             | 7                              | 0                              | 0                              | -                   | -                   | -                   | -                   | -          | -          | -          | 38    | 1     | 1     |
| 2017-2018             | Manchester United     | Premier League        | 2           | 0           | 0           | 2               | 0               | 0               | 1                 | 0                 | 0                 | -          | -          | -          | C1                             | -                              | -                              | -                              | -                   | -                   | -                   | -                   | -          | -          | -          | 5     | 0     | 0     |
| Sous-total            | Sous-total            | Sous-total            | 316         | 17          | 21          | 35              | 1               | 8               | 19                | 2                 | 2                 | 7          | 0          | 0          | -                              | 86                             | 4                              | 4                              | -                   | 1                   | 0                   | 0                   | 27         | 0          | 2          | 491   | 24    | 37    |
| Total sur la carrière | Total sur la carrière | Total sur la carrière | 524         | 27          | 43          | 53              | 1               | 8               | 31                | 2                 | 2                 | 7          | 0          | 0          | -                              | 86                             | 4                              | 4                              | -                   | 5                   | 0                   | 0                   | 34         | 0          | 2          | 740   | 34    | 59    |

### En tant qu'entraîneur
| Saison                | Club                  | Division              | Matchs | Victoires | Nuls | Défaites | % Victoires |
| --------------------- | --------------------- | --------------------- | ------ | --------- | ---- | -------- | ----------- |
| 2021-2022             | Manchester United     | Premier League        | 3      | 2         | 1    | 0        | 66,66 %     |
| Total sur la carrière | Total sur la carrière | Total sur la carrière | 3      | 2         | 1    | 0        | 66:66 %     |

## Palmarès
- Manchester United
  - Championnat d'Angleterre en 2007, 2008, 2009, 2011 et 2013
  - Vice-champion d'Angleterre en 2010 et 2012
  - Vainqueur de la Ligue des champions en 2008
  - Vainqueur de la League Cup en 2009, 2010 et 2017
  - Vainqueur de la Coupe d'Angleterre en 2016
  - Vainqueur de la Ligue Europa en 2017
  - Vainqueur de la Coupe du monde FIFA des clubs en 2008
  - Vainqueur du Community Shield en 2007, 2008, 2010, 2011, 2013 et 2016
  - Finaliste de la Ligue des champions en 2009 et 2011
  - Finaliste de la Coupe d'Angleterre en 2007
  - Finaliste du Community Shield en 2009

Membre de l’équipe type de Premier League en 2012-2013